# Jan Basara
Jan Basara (ur. 23 marca 1929 w Czarnej Sędziszowskiej, zm. 24 grudnia 2022 w Warszawie) – językoznawca, polonista.

## Życiorys
W latach 1950–1955 studiował na Uniwersytecie Wrocławskim i Uniwersytecie Warszawskim. Uzyskał doktorat w 1963 roku, a habilitację w 1974 roku. W 1981 roku został profesorem nadzwyczajnym, a w 1991 roku zdobył tytuł profesora zwyczajnego.
W latach 1955–1973 był pracownikiem naukowym Zakładu Językoznawstwa PAN w Warszawie, a od 1973 do 1999 Instytutu Języka Polskiego PAN w Krakowie (IJP). W 1973 roku został zastępcą dyrektora instytutu i funkcję tę pełnił do 1992 roku. Między 1975 a 1999 rokiem był również kierownikiem Pracowni Ogólnosłowiańskiego Atlasu Językowego, a od 1969 do 1998 roku sekretarzem-koordynatorem prac komisji problemowych przy Międzynarodowym Komitecie Slawistów. W latach 1986–1991 pełnił funkcję kierownika Zakładu Językoznawstwa w Warszawie IJP PAN.
Zajmuje się dialektologią polską i słowiańską. Redaktor naukowy trzech tomów Ogólnosłowiańskiego Atlasu Językowego (1990, 1994, 2003). Jest członkiem Komisji Ogólnosłowiańskiego Atlasu Językowego.
Został odznaczony m.in.: Złotym Krzyżem Zasługi, Krzyżem Kawalerskim Orderu Odrodzenia Polski, Odznaką 1000-lecia Państwa Polskiego, Medalem 25-lecia PAN, Odznaką Honorową „Za zasługi dla Warszawy”.

## Publikacje
- Terminologia budownictwa wiejskiego w dialektach polskich, cz. 1-2 (1964, 1965),
- Słownictwo polskich gwar Śląska na terenie Czechosłowacji (1971),
- Z zagadnień słownictwa gwarowego. Terminologia obróbki drewna w dialektach polskich (1981),
- Opisy fonologiczne polskich punktów Ogólnosłowiańskiego atlasu językowego (1983, wraz z A. Basarową),
- Polska gwarowa terminologia rolnicza. Przygotowanie gleby, uprawa ziemniaków (1992, wraz z A. Basarową),
- Gwary ludowe wobec języka ogólnopolskiego, „Przegląd Humanistyczny”, t. XXI, nr 12, 1977,
- Geografia lingwistyczna w słowniku języka polskiego i słowniku gwarowym, „Biuletyn Polskiego Towarzystwa Językoznawczego”, t. XXXVII, 1980.